# Monchy-au-Bois
Monchy-au-Bois é uma comuna francesa na região administrativa de Altos da França, no departamento de Pas-de-Calais. Estende-se por uma área de 10,98 km². Em 2010 a comuna tinha 561 habitantes (densidade: 51,1 hab./km²).